# Jerónimo Nadal

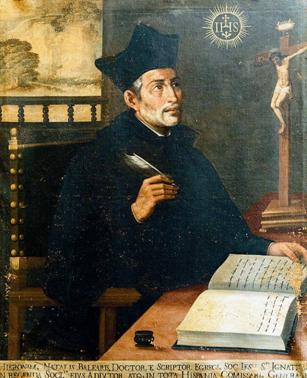
Jerónimo Nadal, retrato anónimo, Societat Arqueòlogica Lul.liana, Palma de Mallorca.

Jerónimo Nadal (Palma de Mallorca, 1507.Roma, 1580) fue un sacerdote jesuita español, colaborador de san Ignacio de Loyola a quien ayudó en la promulgación de las Constituciones de la Compañía de Jesús.

## Biografía
Nacido el 11 de agosto de 1507, fue hijo de Antoni Nadal, notario, y de María Morey, de una familia de terratenientes con solar en Artá. Al morir su padre, cuando él contaba con solo trece años, quedó bajo la tutela de su tío mossèn Jaume Morey, diácono y maestro de escuela. Completados los primeros estudios a la sombra de su tío, con veinte años se matriculó en la Universidad de Alcalá de Henares donde cursó Artes y perfeccionó su dominio de las lenguas latina, griega y hebrea. Continuó sus estudios en la Universidad de París, donde en el curso 1532-1533 se matriculó en La Sorbona en las asignaturas de matemáticas y teología. En París tuvo un primer encuentro con Ignacio de Loyola, aunque en ese momento rechazó hacer los Ejercicios espirituales bajo su dirección. En 1536 se trasladó a Aviñón donde fue ordenado presbítero y obtuvo el doctorado en Teología. De regreso a Mallorca y conmovido por la lectura de una carta de San Francisco Javier, decidió marchar a Roma, a donde llegó en julio de 1545, para ingresar en la Compañía, en la que fue admitido en noviembre de ese año tras los preceptivos ejercicios espirituales de cuatro semanas. 
En poco tiempo llegó a ser hombre de confianza de Ignacio de Loyola y su secretario. Entre otros cargos, fue rector del primer colegio creado por los jesuitas en Mesina, que abrió sus puertas en octubre de 1548 y en el que implantó el nuevo método de estudios promovido por los jesuitas, de carácter humanístico y basado en los métodos y la disciplina parisinos. Las reglas, redactadas por él, por las que debía regirse el colegio, se convertirán en la base de la ulterior «Ratio studiorum Societatis Iesu». Vicario general de la Compañía en 1554, intervino como teólogo papal en la Dieta de Augsburgo y en el Concilio de Trento. Recorrió buena parte de Europa promulgando las Constituciones de la orden por encargo del propio Ignacio de Loyola. Chocó por este motivo con el vehemente Nicolás de Bobadilla, uno de los primeros compañeros de Ignacio de Loyola, quien a la muerte de Loyola reclamó el gobierno de la Orden para los que llamaba «fundadores», alegando que las Constituciones aún no habían sido aprobadas en Congregación general, e impugnando, por consiguiente, la elección conforme a ellas de Diego Laínez como Prepósito general, defendida con vigor por Nadal.

## Adnotationis et meditationes in Evangelia
Su obra más conocida, las Adnotationis et meditationes in Evangelia conocida también como Biblia Natalis, a la que dedicó los tres últimos años de vida, nació de las recomendaciones ignacianas sobre la «composición de lugar» para ayudar a la oración. San Francisco de Borja concretó esta idea en el prólogo a unos comentarios a los Evangelios, donde recomendaba comenzar la meditación poniendo la mirada en alguna imagen del pasaje evangélico a considerar:

Para hallar mayor facilidad en la meditación se pone una imagen que represente el misterio evangélico, y así, antes de comenzar la meditación, mirará la imagen y particularmente advertirá lo que en ella hay que advertir, para considerarlo mejor en la meditación y para sacar mayor provecho de ella; porque el oficio que hace la imagen es como dar guisado el manjar que se ha de comer, de manera que no queda sino comerlo; y de otra manera andará el entendimiento discurriendo y trabajando de representar lo que se ha de meditar, muy a su costa y con trabajo.

Nadal continuó el proyecto, redactando unas meditaciones extensas y ordenadas siguiendo el calendario litúrgico. Encargó los dibujos a Bernardino Passeri y al jesuita Giovanni Battista de Benedetto Fiammeri, pero no encontró grabadores que le abrieran las láminas. Finalmente, muerto ya Nadal y por mediación del padre Diego Jiménez, las imágenes grabadas por los hermanos Johan y Hieronymus Wierix, Adriaen Collaert, Karel van Mallery y otros, fueron publicadas en Amberes, en 1593, separadas del texto de las meditaciones con el título Evangelicae historiae imagines, encargándose de su impresión probablemente Cristóbal Plantino, aunque saliese sin nombre de editor. De la versión completa editada también en Amberes, en 1596, se encargó Martín Nucio. No tardaron en salir nuevas ediciones y traducciones a diversos idiomas, la primera la italiana impresa en Roma en 1599 por Luigi Zanneti, con las mismas planchas de las ediciones plantinianas. Por iniciativa de Giulio Aleni, misionero en Fujian, se publicó en 1639 una traducción al chino de una selección de 50 grabados, adaptados de la versión original, que iban a proporcionar a los artistas chinos nuevas técnicas de perspectiva y claroscuro.